# 上脘穴
上脘穴（じょうかんけつ）は、任脈に所属する13番目の経穴である。

## 部位
神闕穴の上5寸にある。

## 筋肉・神経・血管
知覚神経は肋間神経前皮枝、動脈は肋間動脈、上腹壁動脈が通る

## 名前の由来
上は胃の上側、脘は胃腑すなわち体内の空洞（胃）を意味することから名づけられた。

## 効能
胃脘疼痛、腹脹、嘔吐、しゃっくり、食欲不振、消化不良、黄疸、泄痢、虚労吐血、咳嗽痰多、てんかんなどに効果がある。